# Марко Момчиловић
Марко Момчиловић (Лесковац, 11. јун 1987) српски је фудбалер који тренутно наступа за Златибор. Игра на позицији одбрамбеног играча.